# Vlny ztišují vítr
Vlny ztišují vítr (časopisecky 1985–1986, Волны гасят ветер) je vědeckofantastický román ruských sovětských spisovatelů bratrů Strugackých, odehrávající se ve Světě Poledne ve 22. století. Jde o třetí díl tzv. Kammererovy trilogie, nazývané tak podle jejího hlavního hrdiny progresora Maxima Kammerera. Předcházejícími díly trilogie jsou romány Obydlený ostrov (1969, Обитаемый остров) a Brouk v mraveništi (1979–1980, Жук в муравейнике). V románu autoři řeší problém elit a jejich faktických a možných funkcí uvnitř lidské společnosti.

## Obsah románu
Román je napsán ve formě pamětí Maxima Kammerera, postavy z předcházejících dílů trilogie, kterému je již osmdesát devět let. Jde o vzpomínky na roky 2195–99, kdy spolupracoval s Toivem Glumovem, synem historičky Maji Glumovové a neznámého otce. Kammerer je v té době náčelníkem organizace Komkon-2, jejímž cílem je zajistit bezpečnost lidské civilizace na Zemi. Funkci převzal po odchodu předcházejícího náčelníka Rudolfa Sikorského po událostech vylíčených v románu Brouk v mraveništi.
Kammerer je přesvědčen, že tajemná supercivilizace Poutníků provádí na lidstvu progresorství. Rozhodne se proto vypracovat co nejpravděpodobnější model progresorské činnosti Poutníků v soustavě pozemského lidstva. Získá souhlas od svého bezprostředního nadřízeného Michaila Sidorova a ustanoví pracovní skupinu.
Všechny materiály, které skupina sežene, zašle Kammerer známému historikovi vědy a proslulému polyhistorovi Isaacu Brombergovi, který ve svém memorandu vyjádří svůj názor na činnost Poutníků. Ti podle něho nechtějí konat pozemšťanům zlo, ale dobro konají tak, jak ho chápou oni. Lidstvo je pro ně vhodným objektem proto, že ze tří civilizací (Lidé, Leoniďané a Tagořané), které se považují za úspěšné a zdárné, se jen lidstvo může zmýlit ve volbě správného směru vývoje, neboť lidská civilizace je neustále v pohybu (Leoniďané svůj vývoj zastavili na stupni harmonie s přírodou, Tagořané soustřeďují tři čtvrtiny veškerých existujících kapacit na předcházení škodlivým důsledkům, které mohou vyplynout ze zásadního objevu, nového vynálezu, netradiční technologie atp.). Na základě dalšího rozboru dochází Bomberg k přesvědčení, že cílem Poutníků je vyhledávání, vyčleňování, příprava k přivtělení, a nakonec vstřebání lidských jedinců, kteří už k něčemu takovému dozráli. Protože pro takovou proměnu není vhodný každý příslušník druhu homo sapiens, bude lidstvo rozděleno na dvě nestejné části podle parametrů, které neznáme, přičemž ta menší část rychle předstihne tu větší. Toto vše se stane z vůle supercivilizace lidstvu po všech stránkách cizí. Za týden po sepsání tohoto memoranda Bromberg náhle umírá, žádné podezřelé okolnosti však nebyly zjištěny.
Toivo se nehodlá se zásahy Poutníků smířit. Říká, že nesmíme žádným bohům dovolit, aby zasahovali do našich pozemských záležitostí, protože přítelem bohů je vítr, který může vyvolat bouři. S Kammererem se podílí na vyšetřování celé řady podivných událostí a při tom zjistí, že na Zemi žijí a pracují uvědomělí pomahači Poutníků, kteří se označují jako lidenové. Podaří se mu některé z nich vypátrat a od jednoho z nich se členové Světové rady Leonid Gorbovskij a Gennadij Komov společně s Kammererem dozví, že lidenové tvoří další stupeň vývoje inteligentních bytostí na Zemi. Rodí se sice jako lidé, ale mají skryté nadlidské schopnosti, označované jako třetí signální soustava. Po příslušné inicializaci projdou metamorfózou a stanou se něčím úplně jiným. Stávají se vlastně samostatnou rasou, protože jejich zájmy jsou již naprosto odlišné od zájmů lidí, jejich morálka již není lidská. Jsou ve skutečnosti součástí civilizace Poutníků. Někteří se chovají k lidem jako progresoři, kteří se snaží aby lidé nenapáchali příliš mnoho škod, jiní již dávno nežijí na Zemi, protože se s lidmi nudí. Podivné události, které byly vyšetřovány, jsou vysvětleny jako součást inicializace. Toto odhalení dostane později název Velké zjevení.
Kammerer posléze zjistí, že i Glumov má třetí signální soustavu. Ten se nejprve nechce nechat inicializovat, aby nezradil své blízké, ale nakonec se lidenem stane. Postupně ztrácí zájem o činnost lidí, zpočátku ještě navštěvuje svou matku i manželku, ale posléze zmizí nadobro.
Větu Vlny ztišují vítr pronesl v románu Gorbovskij. Zdá se, že tím myslel, že pokud vítr vyvolávají bohové, pak vlnami, které se větru mohou postavit, jsou vlny lidskosti.
Rozdělením lidstva je do komunistické budoucnosti, do světa stejných možností pro všechny, zanesena nová nerovnost. Mezi lidmi a lideny zatím nepanuje nepřátelství, ale jejich cesty se stále více rozcházejí a tento proces nelze zastavit. Nastoluje se i otázka, zda nejde o konec lidstva.

## Česká vydání
- Vlny ztišují vítr, vydáno v časopise Sovětská literatura 1985/12, přeložil Libor Dvořák.
- Vlny ztišují vítr, Pohádka o Trojce, Svoboda, Praha 1989, přeložil Libor Dvořák.